# Сіаманг звичайний
Сіаманг звичайний (Symphalangus syndactylus) — монотиповий вид приматів з роду Symphalangus родини Гібонові.

## Опис
Це найбільша тварина в родині. Висота: до 1 м, довжина тіла від 75 до 90 сантиметрів і вага від 8 до 13 кг. Хутро смоляно-чорне. Характерною особливістю цих тварин є великий горловий мішок, який служить для посилення пісні. Іншою характерною особливістю є сполучна тканина, що з'єднує другий і третій палець, ця характеристика відображена у науковій назві.

## Поширення
Країни проживання: Індонезія (Суматра); Малайзія (півострів Малайзія); Таїланд. Життя цього виду проходить в первинних та вторинних напів-листяних і тропічних вічнозелених лісах.

## Стиль життя
Вид денний і деревний, який рідко сходить на землю. Вони живуть моногамними сім'ями, які складаються з батьків і 1—3 дитинчат, сім'я населяє фіксовану територію. Як і всі гібони Сіаманг позначає свою територію співом (це складні дуети, самця і самиці). Їжею є, в основному, листя і плоди, іноді також яйця птахів і дрібні тварини.
Після 7—8 місяців вагітності самиця народжує одне маля. Воно вигодовується майже два роки і є статевозрілими у шість-сім років. На відміну від багатьох інших видів гібонів, молоді тварини не відрізняються від дорослих за кольором хутра. У дикій природі вони живуть від 25 до 30 років, в неволі на 5 років більше.

## Загрози та охорона
Головна загрози це втрата середовища існування в результаті збезлісення. Цей вид захищений у всьому ареалі, як за місцевими законами, так і на міжнародному рівні через внесення в Додаток I СІТЕС. Зустрічається, як відомо, принаймні в 9 охоронних територіях.